# Большие надежды (фильм, 1917)
«Большие надежды» (англ. Great Expectations) — американский немой чёрно-белый фильм 1917 года по первым главам одноимённого романа (1860) Чарльза Диккенса.

## Сюжет
Мальчик Пип знакомится неподалёку от дома с беглым преступником Мэгвичем. Пип помогает ему едой и прочим. В конце фильма Мэгвич пойман и сослан в Австралию.

## В ролях
- Джек Пикфорд — Пип
- Луис Хафф — Эстелла Хэвишэм
- Марсия Гаррис — миссис Гэрджери
- Герберт Прайор — мистер Джаггерс